# Break Up With Your Girlfriend, I’m Bored
«Break Up with Your Girlfriend, I’m Bored» (с англ. — «Расстанься со своей девушкой, мне скучно») — третий сингл американской певицы Арианы Гранде с её пятого студийного альбома Thank U, Next. Он был выпущен как третий сингл с альбома 8 февраля 2019 года, в тот же день, когда был выпущен альбом.

## Фон и релиз
Песня была зарегистрирована в APRA (Австралийская ассоциация исполнительских прав) в январе 2019 года. Это было объявлено как часть Thank U, Next трек-лист 22 января 2019 года. Ариана Гранде изначально поместила ее песню «Remember» в качестве заключительного трека для альбома. Тем не менее, за неделю до выхода альбома он был изменен на «Break Up with Your Girlfriend, I’m Bored». 5 февраля, за два дня до выхода альбома, Гранде объявила, что эта песня станет третьим синглом альбома.
Фрагмент песни был загружен через Instagram 23 января 2019 года.

## Музыкальное видео
Премьера музыкального клипа на канале ArianaGrandeVevo на YouTube состоялась в тот же день, что и релиз альбома, 8 февраля 2019 года. Режиссер фильма — Ханна Люкс Дэвис с участием актера из сериала «Ривердейл» Чарльза Мелтона. Журнал Billboard назвал видео «сексуальным и стильным промо с Гранде, управляющей на вечеринке и демонстрирующей свои лучшие образы в особняке в Голливудских холмах».

## Коммерческий успех
В Великобритании сингл «Break Up with Your Girlfriend, I’m Bored» дебютировал на первом месте британского хит-парада UK Singles Chart, сместив другую песню Гранде «7 Rings» и став её пятым чарттоппером. Гранде стала первой в истории женщиной, которая сместила саму себя на вершине британского хит-парада. Одновременно занимая первых два места в эту неделю («7 Rings» остался на № 2), Гранде стала второй женщиной в истории, сделавшей эту после Мадонны (в августе 1985). Тираж сингла составил 85,000 единиц. Также Гранде стала 4-м исполнителем, сумевшим три раза возглавить британский чарт за 100 дней, после таких суперзвёзд, как Элвис Пресли, Джон Леннон и Джастин Бибер, но первой среди женщин.
В Ирландии песня дебютировала на первом месте Irish Singles Chart, став для Гранде её 5-м лидером этого чарта, поделив с Rihanna этот рекордный показатель за все 2010-е годы. Она стала первым исполнителем, сместившим саму себя после того, как это же сделал Эд Ширан в 2017. Гранде также стала второй женщиной после Бритни Спирс, сумевшей 4 раза возглавить этот чарт менее чем за один год.

## Чарт
| Чарт (2019)                         | Высшая позиция |
| ----------------------------------- | -------------- |
| Австралия (ARIA)                    | 2              |
| Бельгия/Фландрия (Ultratop 50)      | 33             |
| Бельгия/Валлония (Ultratop 50)      | 32             |
| Канада (Billboard Canadian Hot 100) | 2              |
| Чехия (Singles Digitál Top 100)     | 2              |
| Denmark (Tracklisten)               | 5              |
| Финляндия (Suomen virallinen lista) | 3              |
| France (SNEP)                       | 16             |
| Германия (GfK)                      | 8              |
| Ireland (IRMA)                      | 1              |
| Iceland (Tonlist)                   | 17             |
| Italy (FIMI)                        | 35             |
| Нидерланды (Single Top 100)         | 11             |
| New Zealand (Recorded Music NZ)     | 2              |
| Norway (VG-lista)                   | 4              |
| Шотландия (OCC Scotland)            | 10             |
| Словакия (Singles Digitál Top 100)  | 1              |
| Spain (PROMUSICAE)                  | 21             |
| Sweden (Sverigetopplistan)          | 6              |
| Швейцария (Schweizer Hitparade)     | 5              |
| Великобритания (OCC UK Singles)     | 1              |
| США (Billboard Hot 100)             | 2              |
| США (Billboard Pop Airplay)         | 26             |